# Paralaea beggaria
Paralaea beggaria là một loài bướm đêm trong họ Geometridae.